# Polyortha atroperla
Polyortha atroperla es una especie de polilla de la familia Tortricidae. Se encuentra en Costa Rica.